# 利蒙·金
利蒙·金（英語：Leamon King，1936年2月13日—2001年5月23日），美国男子田径运动员，主攻短跑。他曾代表美国参加1956年夏季奥林匹克运动会田径比赛，获得男子4×100米接力金牌。